# وایلتینگن
وایلتینگن (به آلمانی: Weiltingen) یک شهر در آلمان است که در آنسباخ واقع شده‌است.